# 青年文化
青年文化可以概括为年轻人为了有别于主流文化而创造的一种亚文化，以"叛逆"为主要色彩。20世纪中期，二战后，由于政治经济和教育的变革，而产生。这是一种典型的西方文明产物。当他们发现这个社会的权力被牢牢的掌握在成年人的手中，他们却又精力充沛，充满活力，总要以某种方式爆发出来，于是青年文化由此而生，骨子里是一种叛逆。

## 表现形式
- 迪斯科
- 哥特式的穿着
- 嬉蹦文化
- 嬉皮士
- 朋克
- 摇滚乐
- 轮滑
- 滑板
- 涂鸦